# 句扶
句扶（？—？），字孝興，巴西郡漢昌人。為三國時期蜀漢的將領。忠勇宽厚，数有战功，功名爵位亚于其同乡王平，官至左将军，封宕渠侯。

## 評價
時人稱「前有王、句，後有張、廖。」（《三國志·蜀書·黃李呂馬王張傳第十三》裴松之注引《華陽國志》）

## 延伸阅读
[在维基数据编辑]
 《三國志/卷43》，出自陳壽《三國志》